# Драгулешти (Валча)
Драгулешти (рум. Drăgulești) насеље је у Румунији у округу Валча у општини Даничеј. Oпштина се налази на надморској висини од 480 m.

## Становништво
Према подацима из 2002. године у насељу је живело 151 становника, од којих су сви румунске националности.